# Feisnitz
Die Feisnitz ist ein Bach im bayerischen Fichtelgebirge an der Grenze zwischen dem Oberpfälzer Landkreis Tirschenreuth und dem oberfränkischen Landkreis Wunsiedel im Fichtelgebirge, der nach einem auf dem Hauptstrang fast 10 km langen Lauf nach Westen etwa beim Arzberger Dorf Elisenfels von rechts in die untere Röslau mündet.

## Name
Der Name des Baches ist slawischen Ursprungs und bedeutet klares Wasser. Sie wurde urkundlich 1419 zuerst als Festritz erwähnt und später als Feustritz oder Feußnitz. Ihr Oberlauf ist der Krebsbach.

## Geographie

### Oberlauf

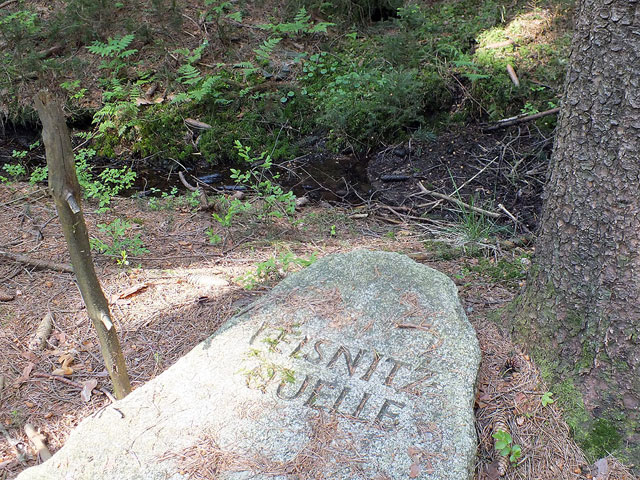
Der Ursprung der Feisnitz-Hauptstrangs ist die Quelle des Krebsbaches

Der Krebsbach entspringt im Kohlwald am Südhang des auf Deutsch Oberkunreuthberg genannten Výhledy am Rande einer Waldlichtung der Stadt Waldsassen auf etwa 577 m ü. NHN und damit etwa einen Kilometer entfernt vom 656 m n.m. hohen Berggipfel, der jenseits der Landesgrenze in Tschechien liegt. Er verläuft durchwegs südwestlich, nach der Lichtung durchfließt er einige Teiche im Wald, von denen einer „Eisenteich“ genannt wird. Dann unterquert er die Staatsstraße 2178 von Waldsassen nach Arzberg nahe der Grenzlandhütte und speist wiederum einige Waldteiche. Am Rand der Rodungsinsel des Schirndinger Weilers Seedorf erreicht er die Grenze zum Landkreis Wunsiedel und fließt am Südrand der Flurinsel um den Ort auf etwa 535 m ü. NHN mit dem von rechts kommenden Großen Brunnengraben zusammen.

### Namenslauf
Der von dort an Feisnitz genannte Bach tritt neben zwei Teichen ins Gebiet von Konnersreuth ein und nimmt nach ca. 0,6 km von links und Osten den Ruderbach auf. Die Laufrichtung der Feisnitz ist dort schon fast westlich, diese behält sie nun lange bei. Der Bach passiert unweit der Wald-, Kommunalgrenze zu Arzberg und zugleich Landkreisgrenze im Norden, zuweilen auch auf ihr, die Konnersreuther Einöden Grünmühle, wo der kurze Auerbach vom Dorf Grün im Süden her zufließt, Lippertsmühle und Siegelmühle, die gegenüber dem Hagenhaus von Arzberg links am Hagenhausweiher liegt. Dieser wird auch von einem kurzen Bach von rechts gespeist, der dem Pechbrunnen am Hang des Sieben-Linden-Bergs entspringt. Die folgende Dollermühle bekommt ihr Wasser von einem Abfluss des Hagenhausweihers und von einem recht langen Zulauf aus dem Süden, der westlich von Konnersreuth und nicht sehr weit vom Arzberger Dorf Preisdorf als Kleinteichkette beginnt. Etwas unterhalb des Mühlkanalrücklaufs wechselt die Feisnitz nach der Brandmühle ins Arzberger Gebiet über.
Danach fließt sie weiterhin westwärts am Südfuß des Kohlbergs über die einen Meter höher angestaute Vorsperre in die Hauptsperre des Feisnitz-Stausees ein, deren Wasserspiegel auf 503 m ü. NHN liegt. Die beiden Stauseen sind zusammen fast 1,5 km lang und bedecken eine Fläche von über 15 Hektar. Der Staudamm sperrt das Tal erst nach einem Knick nach rechts. Die Feisnitz verlässt den Stausee unter diesem im engeren Tal nordwärts und mündet nach zwei kurzen Mäandern von rechts und Osten auf etwa 471 m ü. NHN flussabwärts von Seußen und kurz vor dem kleinen Arzberger Dorf Elisenfels in die untere Röslau.
Die Feisnitz ist etwa 7,1 km lang, der Hauptstrang ab der Quelle des Krebsbachs 9,7 km. Auf der längeren Strecke hat sie ein mittleres Sohlgefälle von fast 11 ‰. Der Krebsbach ist im untersten und die Feisnitz im westlichen Verlauf vom Hagenhausweiher bis zum Übertritt auf Arzberger Gebiet Kommunalgrenze, Grenze der Landkreise Tirschenreuth und Wunsiedel und Regierungsbezirksgrenze zwischen Oberpfalz und Oberfranken.

### Einzugsgebiet
Die Feisnitz entwässert 26,3 km² etwa westwärts zur unteren Röslau. Das zu mehr als der Hälfte und vor allem im Norden bewaldete Einzugsgebiet hat etwa die Kontur eines Parallelogramms mit je einer langen Seite im Nordnordwesten und Südsüdosten und zwei kurzen im Westen und Osten.
Von der Mündung an zieht die Wasserscheide vor der durch die Feisnitz verstärkten Röslau nordöstlich über den Kohlberg (633 m ü. NHN) und den Sieben-Linden-Berg (643 m ü. NHN) in Richtung auf den Oberkunreuthberg/Výhledy; etwas vor diesem beginnt an der anderen Seite das Entwässerungsgebiet des nördlich zur Eger in der Talsperre Skalka fließenden Buchbrunnenbachs (tschechisch Bučinský potok). Vom höchsten Punkt des Einzugsgebietes auf der Spitze des Oberkunreuthbergs (656 m ü. NHN) zieht die Wasserscheide dann südwärts hinab bis etwa Kappel (ca. 600 m ü. NHN) und trennt vom Entwässerungsgebiet des zur Wondreb fließenden Hundsbachs im Osten. An dieser Kapelleneinöde von Waldsassen knickt die Grenzlinie um auf die andere Langseite in Richtung Westsüdwesten. Auf ihrem ersten Teil bis zum Lehenbühl (619 m ü. NHN) nördlich von Konnersreuth entwässert auf der Gegenseite der Glasmühlbach zur Wondreb. Danach auf dem zweiten Teil über den Konnersreuther Kalvarienberg (593 m ü. NHN) bis zum Preisberg (635 m ü. NHN) bei Preisdorf konkurriert jenseits die Lausnitz ebenfalls zur Wondreb. Auf dem Preisberg knickt die Grenze wiederum nach rechts ab und trennt bis kurz vor der Mündung vom Einzugsgebiet der Kössein im Westen, die etwas oberhalb der Feisnitz ebenfalls in die Röslau mündet.

### Zuflüsse
- Krebsbach, Oberlauf von Nordosten; wird als Teil des Hauptstrangs angesehen, in seinem Quellbereich gibt es eine Feisnitzquelle mit Namensstein
- Großer Brunnengraben, von Nordnordwesten;[2]
- Ruderbach, von links und Osten kurz vor der Grünmühle;[2]
- Auerbach, von links und Süden kurz nach der Grünmühle; ab hier westlicher Lauf.
- Passiert den Hagenhausweiher am rechten Ufer bei der Siegelmühle, der von Norden her vom Abfluss des Pechbrunnens gespeist wird
- (Wassergraben aus Richtung Preisdorf), von links und Süden zwischen Hagenhaus und Dollermühle
- Durchzieht den über 15 ha großen Feisnitz-Stausee (504/503 m ü. NHN) bei Haid

Mündung der Feisnitz in die Röslau von rechts und zuletzt Südosten zwischen Seußen und Elisenfels auf etwa 472 m ü. NHN.

## Nutzung
Das Wasser ist am Oberlauf wegen des Eisenerz führenden Gesteins in der Nähe der Krebsbachquelle eisenhaltig; etwas unterhalb dieser Quelle durchfließt der Bach den Eisenteich. Etwas oberhalb wurden die Wüstung Forchheim und eine Wehranlage lokalisiert. Es wird angenommen, dass im Mittelalter in mit dem Holz des umgebenden Waldes befeuerten Rennöfen Eisen aus den örtlichen Erzvorkommen gewonnen wurde.
Heute treibt die Feisnitz Mühlen an, speist einige Teiche und dient der Fischerei.

### BayernAtlas („BA“)
Amtliche Online-Gewässerkarte mit passendem Ausschnitt und den hier benutzten Layern: Lauf und Einzugsgebiet des Feisnitz

Allgemeiner Einstieg ohne Voreinstellungen und Layer: BayernAtlas der Bayerischen Staatsregierung (Hinweise)
1. 1 2 3 4  Höhe abgefragt auf dem Hintergrundlayer Amtliche Karte (Rechtsklick).
2. ↑  Länge abgemessen auf dem Hintergrundlayer Amtliche Karte.
3. 1 2 3 4 5 6 7  Höhe nach schwarzer Beschriftung auf dem Hintergrundlayer Amtliche Karte.
4. ↑  Höhe nach blauer Beschriftung auf dem Hintergrundlayer Amtliche Karte.

### Gewässerverzeichnis Bayern („GV“)
1. ↑  Länge nach: Gesamttabelle des Gewässerverzeichnisses Bayern des Bayerischen Landesamtes für Umwelt (XLS, 10,3 MB)
2. ↑  Einzugsgebiet nach: Gesamttabelle des Gewässerverzeichnisses Bayern des Bayerischen Landesamtes für Umwelt (XLS, 10,3 MB)

### Sonstige und Anmerkungen
1. ↑  Der Feisnitzspeicher, Frankenpost vom 24. März 2004, abgerufen am 6. April 2011
2. 1 2 3 4  In dieser Version des amtlichen BayernAtlas, die die Suche nach Gewässernamen anbietet und die Funde als Polygonzüge anzuzeigen erlaubt, endet der Krebsbach-Abschnitt des Gesamtlaufs am Zufluss des Großen Brunnenbachs und der Feisnitz-Abschnitt beginnt exakt an dieser Stelle. Der Ruderbach mündet hier also in den schon begonnenen Feisnitz-Abschnitt und frühere hier irrtümlich gemachte Angaben, es gäbe einen weiteren Oberlauf bzw. Quellbach, können nicht bestätigt werden.